# Dekanat Nowogrodziec
Dekanat Nowogrodziec – jeden z 28 dekanatów w rzymskokatolickiej diecezji legnickiej.

## Parafie
W skład dekanatu wchodzi 11 parafii:
- Parafia Matki Bożej Nieustającej Pomocy – Brzeźnik
- Parafia Wniebowzięcia Najświętszej Maryi Panny - Czerwona Woda
- Parafia św. Antoniego Padewskiego – Gierałtów
- Parafia Matki Bożej Częstochowskiej – Gościszów
- Parafia Świętych Apostołów Piotra i Pawła – Nowogrodziec
- Parafia Narodzenia Najświętszej Maryi Panny – Ocice
- Parafia Matki Boskiej Szkaplerznej - Stary Węgliniec
- Parafia Najświętszego Serca Pana Jezusa - Węgliniec
- Parafia św. Michała Archanioła – Włodzice Wielkie
- Parafia św. Michała Archanioła i św. Anny –  Wykroty[1]
- Parafia Świętego Krzyża – Zebrzydowa